# Stefan Serwicki
Stefan Serwicki (ur. 19 września 1920 w Zagajach – obecnie część Ruszkowa, zm. 10 marca 1970) – polski technik rolnictwa, poseł na Sejm PRL IV i V kadencji.

## Życiorys
Uzyskał wykształcenie średnie. Przez cały okres II wojny światowej pracował u obszarnika. Później pełnił funkcję kierownika uspołecznionego gospodarstwa rolnego. W 1948 był instruktorem w Centralnej Radzie Spółdzielczości w Warszawie. Na początku lat 50. został kierownikiem Państwowego Gospodarstwa Rolnego w Konarach. Potem zatrudniony był kolejno jako agronom zespołu PGR w Przewornie, dyrektor zespołu PGR w Głębokiej i (od 1958) dyrektor PGR w Krajkowie. Zasiadał w plenum i egzekutywie Komitetu Powiatowego Polskiej Zjednoczonej Partii Robotniczej w Strzelinie. W 1965 i 1969 uzyskiwał mandat posła na Sejm PRL z okręgów kolejno Wrocław i Wrocław II. W trakcie obu kadencji zasiadał w Komisji Rolnictwa i Przemysłu Spożywczego, zmarł w trakcie pełnienia mandatu.

## Odznaczenia
- Krzyż Kawalerski Orderu Odrodzenia Polski
- Złoty Krzyż Zasługi
- Srebrny Krzyż Zasługi
- Brązowy Krzyż Zasługi
- Medal 10-lecia Polski Ludowej (1955)[1]
- Odznaka 1000-lecia Państwa Polskiego
- Odznaka „Zasłużony dla Dolnego Śląska”